# Вольфганг фон Айкштедт
Вольфганг фон Айкштедт (нім. Wolfgang von Eickstedt; 1 грудня 1915, Штеттін — 5 квітня 1988) — німецький офіцер-підводник, капітан-лейтенант крігсмаріне.

## Біографія
5 квітня 1935 року вступив в рейхсмаріне. З серпня 1939 року — командир батареї 122-го морського артилерійського дивізіону (Гельголанд). З липня 1940 по березень 1941 року — вахтовий офіцер на важкому крейсері «Принц Ойген». З 1 квітня по 21 вересня 1941 року пройшов курс підводника. З 22 вересня 1941 року — 2-й, з жовтня 1941 року — 1-й вахтовий офіцер на підводному човні U-553, на якому взяв участь у двох походах. В лютому 1942 року переданий в розпорядження 7-ї флотилії. З 8 березня по 12 квітня 1942 року пройшов підготовку в 2-му навчальному дивізіоні підводних човнів (Нойштадт), з 13 квітня по 3 травня — курс командира човна. 4 травня 1942 року переданий в розпорядження командування з випробування торпед в Готенгафені. 28 вересня 1942 року направлений на будівництво U-668. З 16 листопада 1942 року — командир U-668, на якому здійснив 6 походів (разом 199 днів у морі). 18 квітня 1945 року зламав ногу під час катання на лижах і був віправлений на лікування у військово-морський лазарет Нарвіка. 8 травня 1945 року перелетів з Нарвіка в Тронгейм і того ж дня був взятий в полон британськими військами. 18 жовтня 1945 року звільнений.

## Звання
- Кандидат в офіцери (5 квітня 1935)
- Морський кадет (25 вересня 1935)
- Фенріх-цур-зее (1 липня 1936)
- Оберфенріх-цур-зее (1 січня 1938)
- Лейтенант-цур-зее (1 липня 1938)
- Оберлейтенант-цур-зее (1 жовтня 1939)
- Капітан-лейтенант (1 січня 1943)

## Нагороди
- Медаль «За вислугу років у Вермахті» 4-го класу (4 роки)
- Іспанський хрест в бронзі (6 червня 1939)
- Залізний хрест
  - 2-го класу (5 лютого 1942)
  - 1-го класу (20 грудня 1944)
- Нагрудний знак підводника (5 березня 1942)
- Фронтова планка підводника
  - в бронзі (17 листопада 1944)
  - в сріблі (20 квітня 1945)
- Лапландський щит (27 серпня 1945)